# Slite
För andra betydelser, se Slite (olika betydelser).
Slite är en tätort i Gotlands kommun i Gotlands län, belägen på Gotlands östkust drygt trettio kilometer ostnordost om Visby. 

## Historik

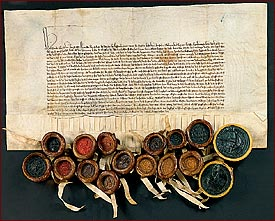
Avtal mellan Tyska orden och Gotland 1399.

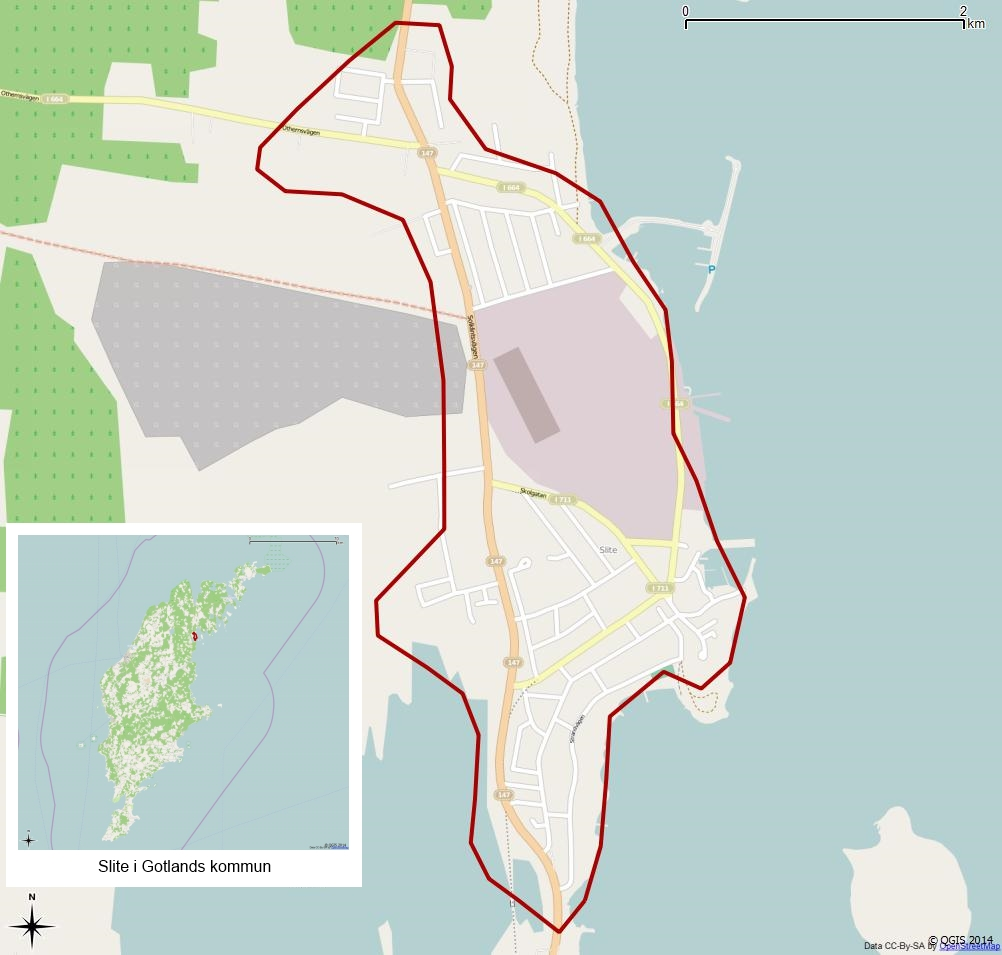
Tätorten Slites avgränsning 1990.

Slite nämns i skrift första gången på 1300-talet. Vid platsen för nuvarande torget i Slite låg tidigare ett stort gravfält, ett 40-tal av gravarna där har undersökts och dessa pekar på kontakter över Östersjön. Huvuddelen av fynden härrör från 1000-talet och pekar på att boplatsen här ersatt en äldre i Bogeviken. I slutet av Vikingatiden låg havsnivån 2 meter över nuvarande och dåvarande hamnbassängen bör ha legat i parken nedanför torget.
Orten var en bra hamn för vikingarna, eftersom öarna utanför gav skydd. I Slite har funnits två medeltida försvarsanläggningar. Den ena har legat på Slottsbacken strax norr om Sjuströmmar. Här finns rester av det så kallade "Slottet". Det andra försvarsverket låg på Slite backe eller Lotsbacken som höjden numera kallas.
Den avsatte svenske kungen Albrekt av Mecklenburgs anhängare – de så kallade Vitaliebröderna – hade 1397 lagt under sig hela Gotland och höll sig kvar där till 1398, då ön intogs av Tyska orden. År 1404 fördes strider kring borgen i Slite. Mot penningersättning förmåddes Albrekt och Tyska orden att avstå ön, och ön överlämnades 1408 till nordiske unionskungen Erik av Pommern. Albrekt dog 1412 och begravdes i klostret Doberan i Mecklenburg.

### Planer på stad
Under 1600- och 1700-talet fanns planer på att göra Slite till stad, något som dock aldrig fullföljdes. I motsats till det dåtida Visby hade Slite en lättförsvarad och skyddande hamn, tillsammans med den lilla skärgård som finns utanför Slite. Generalkvartermästaren Johan Wärnschiöldh – stormaktstidens främste fästningsbyggare – besökte Slite 1650 och han upprättade ett förslag till befästningsanläggning. Här skulle man bygga en femuddig skans med bastioner i spetsarna och mellanliggande murar och vallar. Denna fick namnet Karl Gustafs skans. Arbetena på Enholmen kom igång 1657. De upphörde dock av ekonomiska skäl redan efter några få år.
Under kung Karl XI:s tid på 1660-talet återupptogs planerna att bygga ut Slite till stad och förlägga öns förvaltning dit, men av ekonomiska skäl blev det endast byggt en skans på Lotsbacken 1662–1664. Idén att göra Slite till stad aktualiserades av landshövding Anders Sparrfeldt och hans efterträdare Nils Posse. Karl XII, som då satt instängd i Bender, var positiv till idén. I ett brev, daterat den 18 augusti 1712, skrev han till svar:
| ” | …att wid Slite äro alla lägenheter så wäl av landet som av Seglationen att anlägga en stad… Så och Wi i anseende till den nyttan som landet deraf lärer tillväxa i nåder hafwa beviljat, att en stad dersammastädes må blifva anlagd… | „ |

År 1723 upprättade fästningskonstruktören von Lindebladh ett förslag till stadsplan för Slite med Karlsvärds fästning som försvarsanläggning. Möjligen var planen att Slite som stad skulle erhålla namnet Karlsvärd.
Hela planen på en stad kom dock att stanna på papperet. Arbetena på Karlsvärds fästning forskreds sporadiskt och blev klara först 1750. Vissa förstärkningsarbeten utfördes därefter men på 1770-talet upphörde de och 1788 beslöt man att riva fästningen. Vid denna tid återupptogs planerna på en stad i Slite. Stadsplanen gjordes kvadratisk med ett regelbundet, rätvinklat gatunät och ett torg i mitten av sammanlagt 27 kvarter. Även denna gång stannade planerna på papperet.
I stället var det en mindre varvsverksamhet som fortsatte i mindre omfattning under 1700- och 1800-talet samt kalkbränning med Länna som bas. I början av 1900-talet innebar nedgången för kalktillverkningen en nedgångsperiod också för Slite. Bybyggelsen var under denna tid koncentrerad till Lotsbacken. Först under slutet av 1800-talet började vad som ses som en tätort växa fram. Slite fick diligensstation, telegraf och telefon samt från 1902 även järnvägsstation. I början på 1900-talet uppfördes även ett kall- och varmbadhus i Slite vilket medförde att sommargäster sökte sig hit. Vid sekelskiftet 1800/1900 bodde omkring 700 personer i Slite. Åren 1917–1919 uppfördes Slite cementfabrik, vilken snabbt expanderade, och redan 1920 hade cementfabriken omkring 240 anställda, vilket innebar en expansion för orten. Efter motgångar i slutet av 1920-talet och början av 1930-talet övertogs fabriken 1931 av Skånska cement, som genomförde kraftiga nedskärningar i personalstyrkan. I slutet av 1930-talet vände dock konjunkturen och arbetsstyrkan ökade åter. Samtidigt breddades näringslivet i Slite och fler industrier tillkom. Industrin fortsatte att växa fram till 1950-talet, då rationaliseringar gjorde att behovet av arbetskraft minskade.

### Varvsverksamhet
Slites första ekonomiska blomstringstid efter det att ön åter blivit svensk provins 1645 inträdde på 1660-talet, då den inflyttade holländaren Jacob Momma, sedermera adlad Reenstierna, drev en omfattande handelsverksamhet med Slite som bas. Denne uppförde även ett varv vid Länna med inkallade holländska skeppsbyggmästare. Efter ett tiotal år tillstötte ekonomiska problem och den storstilade verksamheten upphörde. Varvsverksamheten pågick under 1700-talet och ännu på 1800-talet fanns ett stort marint varv i Slite hamn.

### Kustartilleritiden

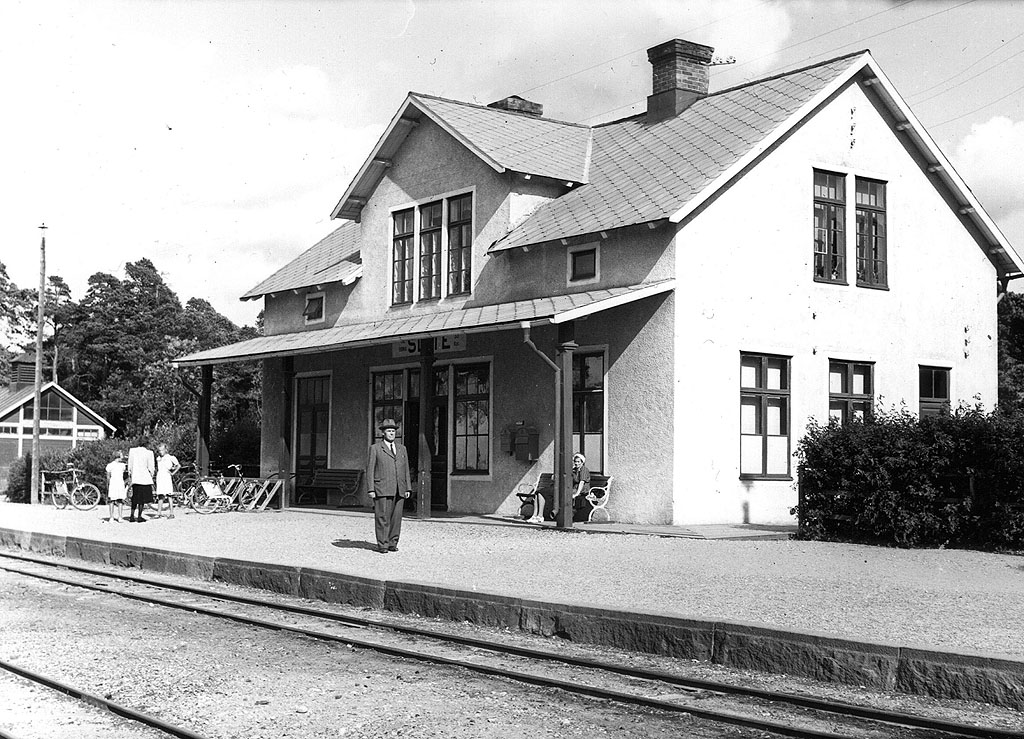
Slite station 1947

Kustartilleriet har varit närvarande kring Slite under ledning av Gotlands kustartilleriregemente (KA 3) i Fårösund. Under kalla kriget byggdes försvaret ut rejält med två kustartilleribatterier. Dels batteri SE2 som var ett batteri av typen 7,5 cm tornpjäs m/57 och låg vid S:t Olofsholm. Batteri M/57 var helt fortikatoriskt skyddat. Batteri SE2 lades ned 2000 då Kustartilleriet lades ned som försvarsgren och batteriet revs helt året efter. Men det tyngsta försvaret utgjordes av batteri SE1 som var ett batteri av typen 12 cm tornautomatpjäs m/70, den modernaste och sist tillverkade batteritypen. Batteriet låg i huvudsak på ön Asunden utanför Slites hamn. Batteriet var ett av sex i landet och blev färdigställt 1979. Liksom M/57 var 12/70 helt fortifikatoriskt skyddat i bergrum och helt självförsörjande för att få maximal uthållighet och skydd. Batteriet lades ned 2000 och revs 2005.

### Modern tid

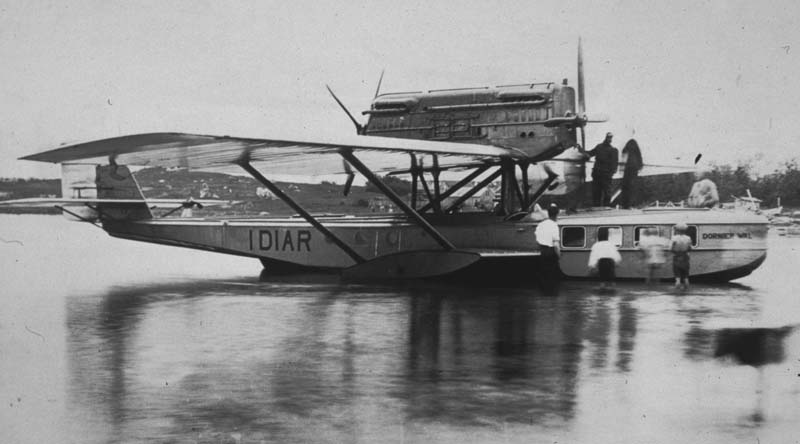
En Dornier Wal i Slites badvik sommaren 1925, på väg mellan Danzig och Lindarängens flyghamn i Stockholm. Piloten var möjligen Hermann Göring.

År 1960 fick Slite en egen kyrka, Slite kyrka, ritad av Holger Jensen. I slutet av 1960-talet och hela 1970-talet anlöpte Finnlines på somrarna Slite hamn som mellanhamn på den så kallade Hansarutten mellan Helsingfors och Lübeck.

### Administrativa tillhörigheter
Slite ligger i Othems socken och ingick efter kommunreformen 1862 i Othems landskommun. Landskommunen ombildades 1936 till Slite köping som utökades 1952 och uppgick 1971 i Gotlands kommun.
I kyrkligt hänseende har Slite till 2006 hört till Othems församling, därefter till Othem-Boge församling.
Orten ingick till 1942 i Forsa ting därefter till 1948 i Gotlands norra tingslag och sedan till 1971 i Gotlands domsagas tingslag. Sedan 1971 ingår Slite i Gotlands domsaga.

### Befolkningsutveckling
| Befolkningsutvecklingen i Slite 1950–2020                                                   | Befolkningsutvecklingen i Slite 1950–2020 | Befolkningsutvecklingen i Slite 1950–2020 | Befolkningsutvecklingen i Slite 1950–2020 | Befolkningsutvecklingen i Slite 1950–2020 |
| ------------------------------------------------------------------------------------------- | ----------------------------------------- | ----------------------------------------- | ----------------------------------------- | ----------------------------------------- |
|                                                                                             |                                           |                                           |                                           |                                           |
| År                                                                                          |                                           |                                           | Folkmängd                                 | Areal (ha)                                |
| 1950                                                                                        | 1950                                      |                                           | 1 724                                     |                                           |
| 1960                                                                                        | 1960                                      |                                           | 1 751                                     |                                           |
| 1965                                                                                        | 1965                                      |                                           | 1 802                                     |                                           |
| 1970                                                                                        | 1970                                      |                                           | 1 753                                     |                                           |
| 1975                                                                                        | 1975                                      |                                           | 1 723                                     |                                           |
| 1980                                                                                        | 1980                                      |                                           | 1 722                                     |                                           |
| 1990                                                                                        | 1990                                      |                                           | 1 677                                     | 250                                       |
| 1995                                                                                        | 1995                                      |                                           | 1 669                                     | 250                                       |
| 2000                                                                                        | 2000                                      |                                           | 1 617                                     | 250                                       |
| 2005                                                                                        | 2005                                      |                                           | 1 598                                     | 252                                       |
| 2010                                                                                        | 2010                                      |                                           | 1 483                                     | 251                                       |
| 2015                                                                                        | 2015                                      |                                           | 946                                       | 152                                       |
| 2020                                                                                        | 2020                                      |                                           | 1 481                                     | 254                                       |
| Anm.: Slite norra utbröts ur tätorten 2015 och bildade en separat tätort och återgick 2020. |                                           |                                           |                                           |                                           |

## Byggnader

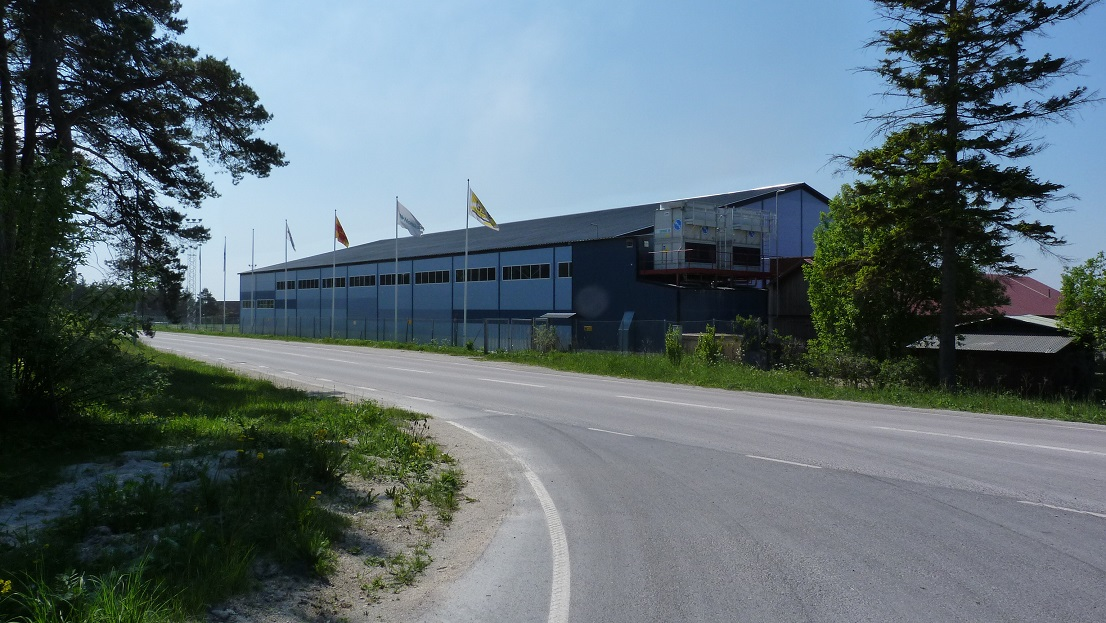
Ishallen i Slite.

- Slite kyrka, Gotlands första nybyggda kyrka sedan medeltiden.
- Slitebadens hotell, där det privata Donnergymnasiet under några år bedrev skolverksamhet.
- Ishallen från 2006, där man bedriver ishockeyträning.
- Slite sjöfartsmuseum i en tidigare varvsbyggnad i hamnen.

## Näringsliv

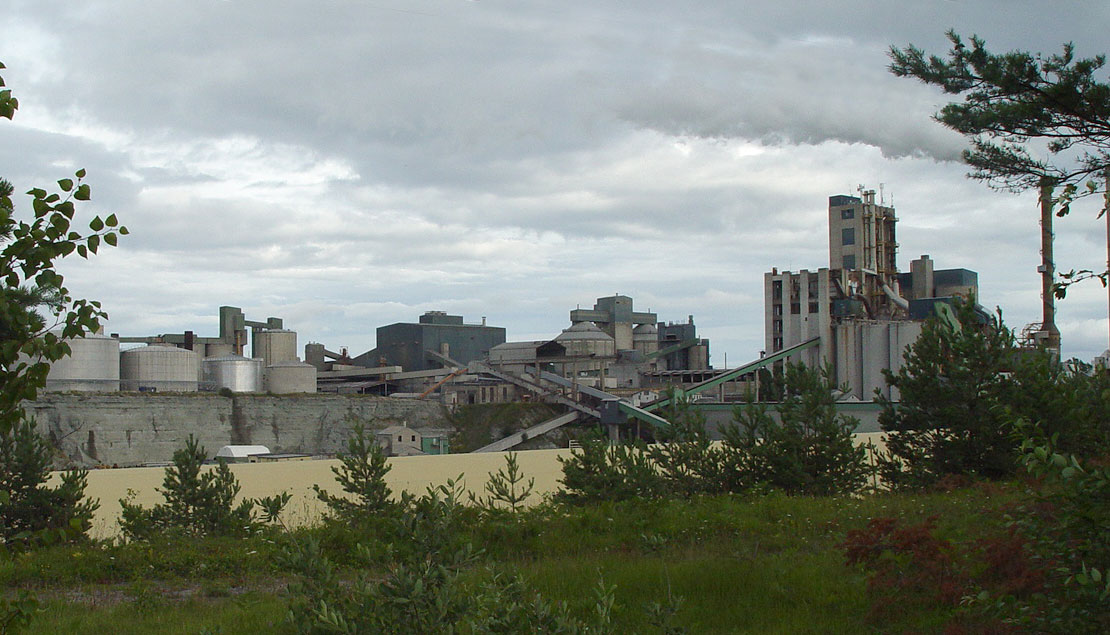
Cementas 110 meter höga cyklontorn

Slite har en av norra Europas största cementfabriker, vilken uppfördes 1917–1919 av det grundade 1917 Slite cement- och kalkaktiebolag. Företaget köptes 1931 av Skånska Cement AB, senare Cementa. Cementfabriken har spelat en viktig roll i samhällets utveckling. Det ägs i dag av tyska Heidelberg Cement.
Slitefabriken producerar årligen mer än två miljoner ton cement och tar råvaran kalksten i närheten. Fabriken har drygt 200 anställda och har idag två ugnar i drift. Den senaste är Ugn8 och byggdes 1979–1981 för omkring 600 miljoner kronor.
I Slite inrättades en kejserlig rysk konsularagentur 1913. Den fanns kvar till 1922, då samtliga ryska konsulat i Sverige drogs in. Konsularagent i Slite var grosshandlaren och bankdirektören Frans Erik Degerman (1860-1926).

### Bankväsende
Slite har tidigare haft ett sparbankskontor för DBV:s sparbank, som sedermera gick upp i Swedbank. År 1907 etablerades ett kontor för Bankaktiebolaget Södra Sverige, som nyss tagit över Gotlands enskilda bank. Denna bank uppgick Senare i Svenska Handelsbanken.
År 2015 drog Swedbank in sitt kontor i Slite. År 2021 stängde även Handelsbanken, varefter orten saknade bankkontor.

## Evenemang
Slite marknad är en relativt ny marknad (startade 1982). Den hålls den sista lördagen i augusti varje år. Den tillhör de större marknaderna på Gotland.

## Sport
Nuvarande bedrivna idrotter i Slite förutom ishockey är bland annat fotboll (IK Graip), innebandy (IK Graip och Bogevikens IF), tennis (Slite TK) och golf (Slite GK). Bland annat kan nämnas att Håkan Loob började spela ishockey här.

## Bildgalleri

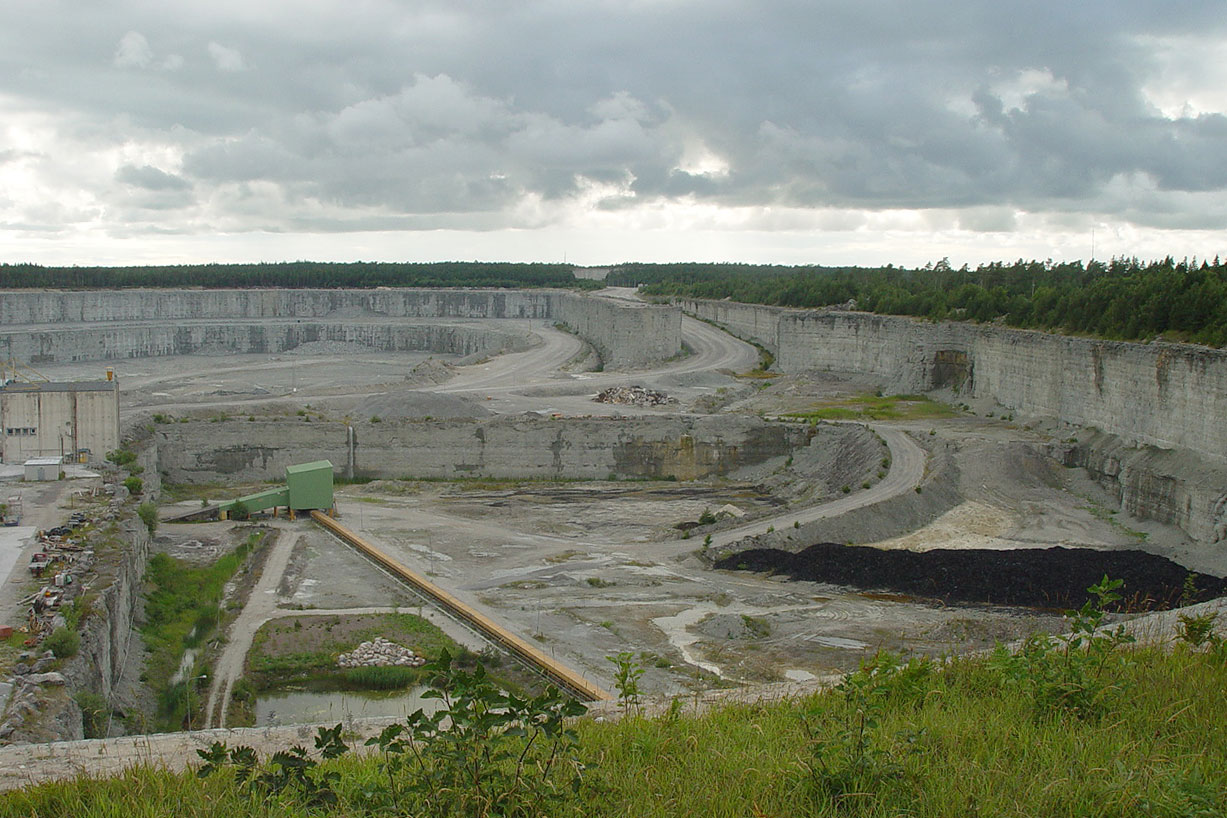
Cementa
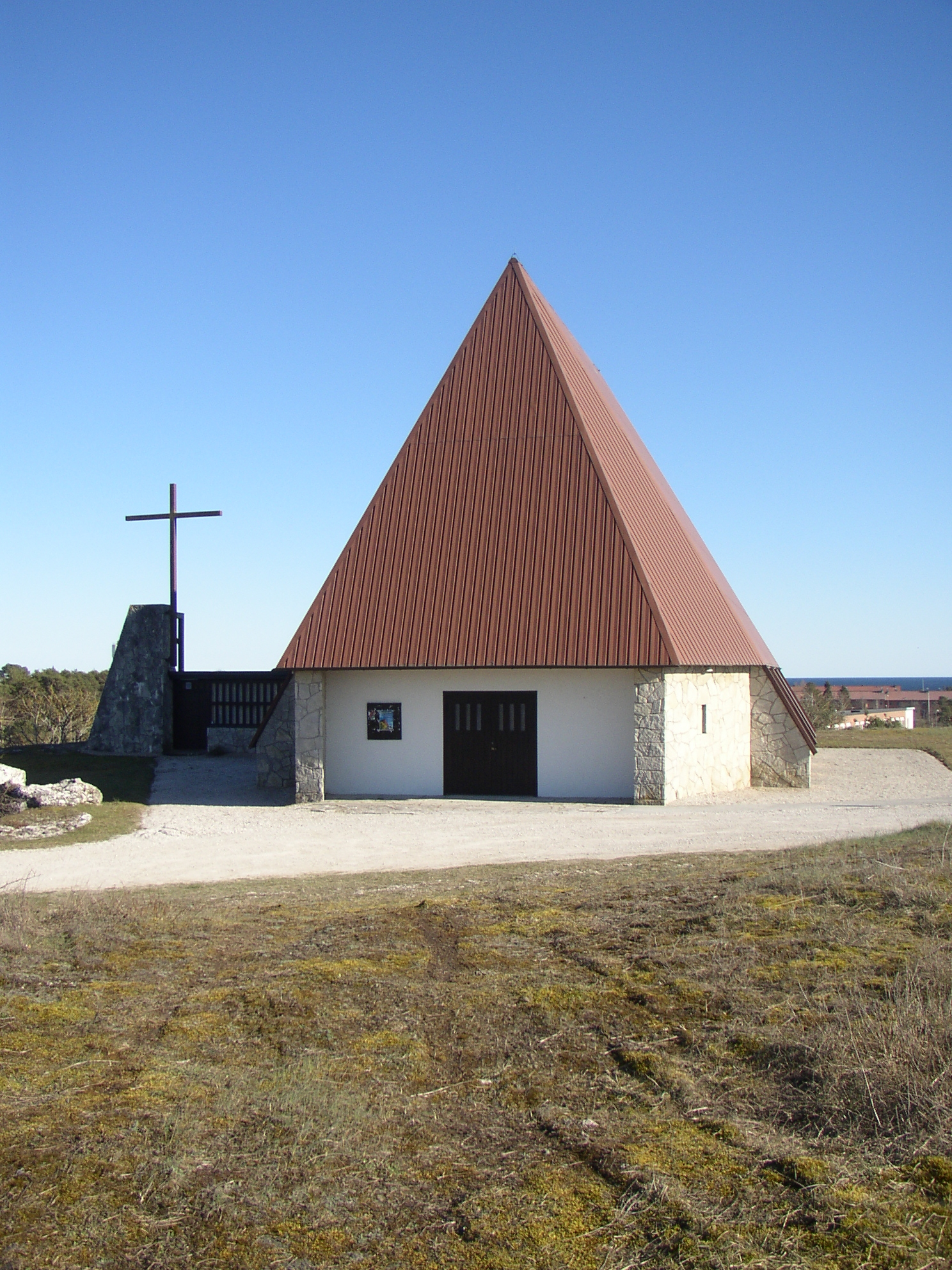
Slite kyrka
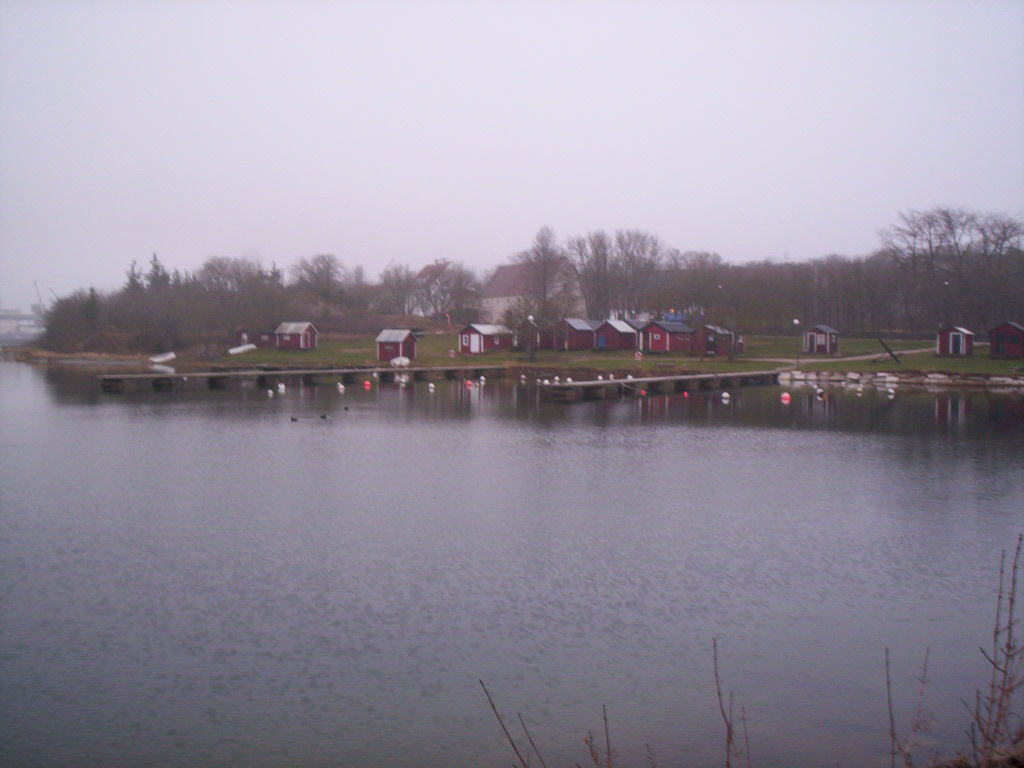
Småbåtshamnen Länna
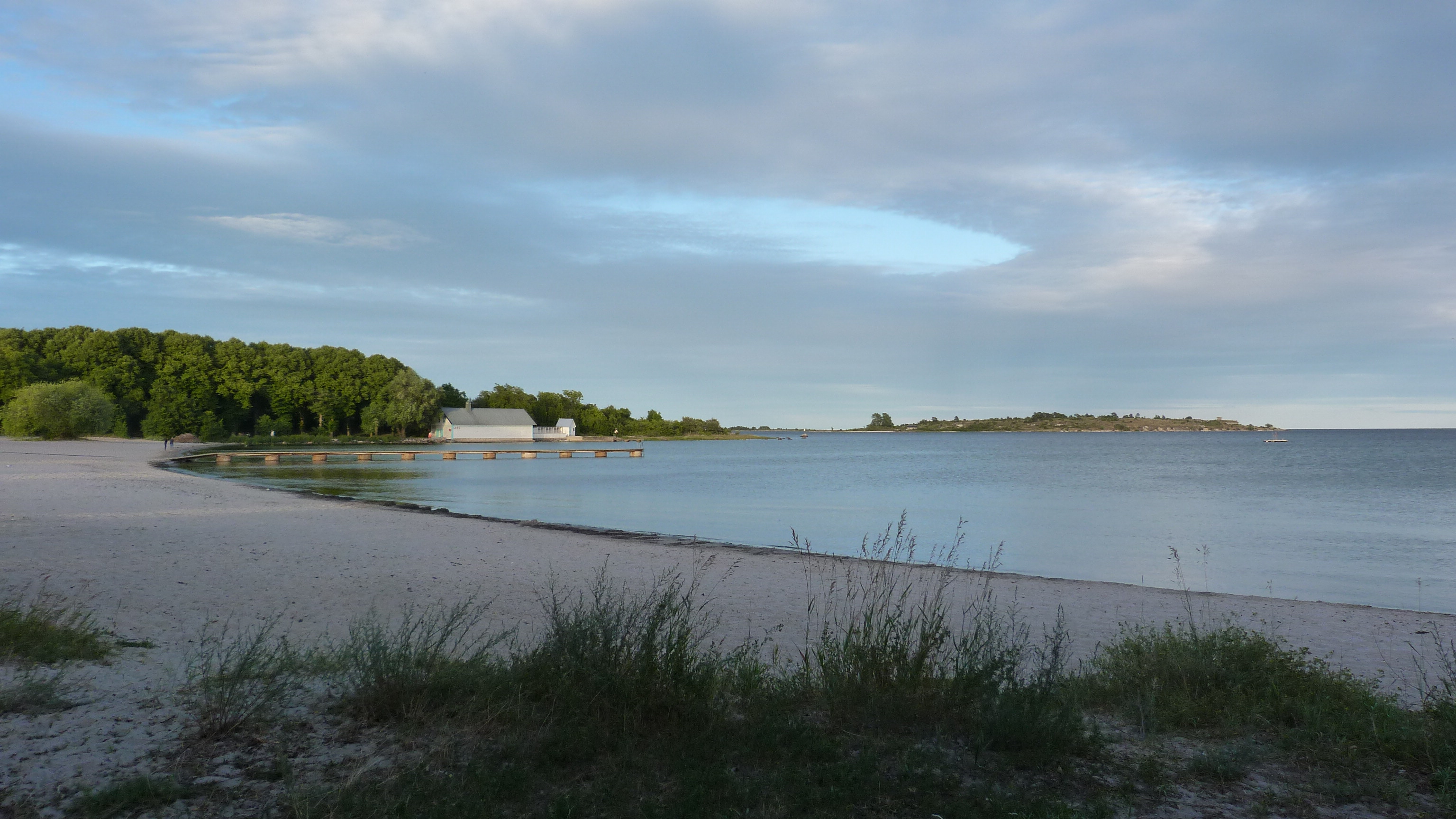
Badstranden i Slite med Enholmen till höger
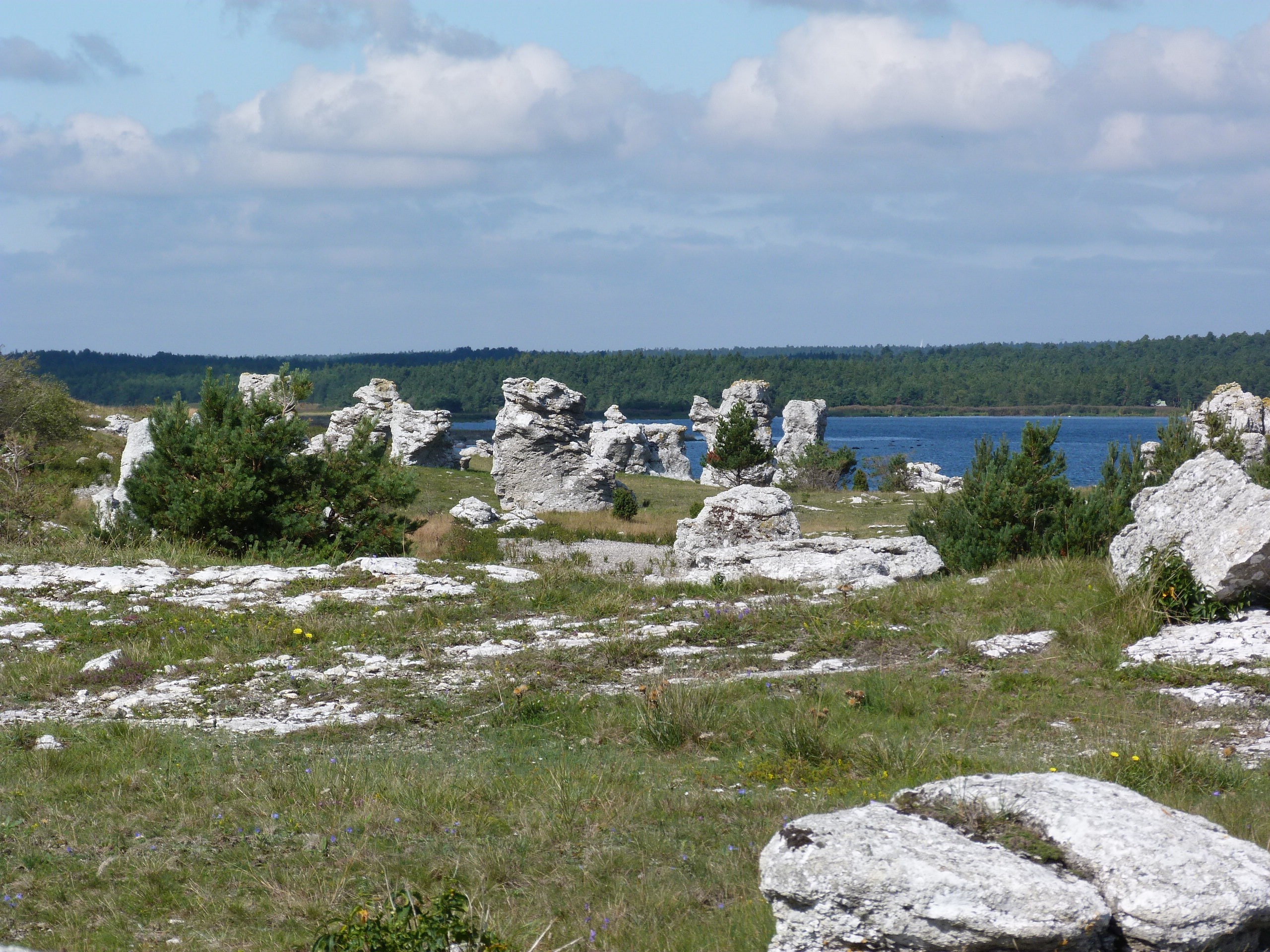
Asunden
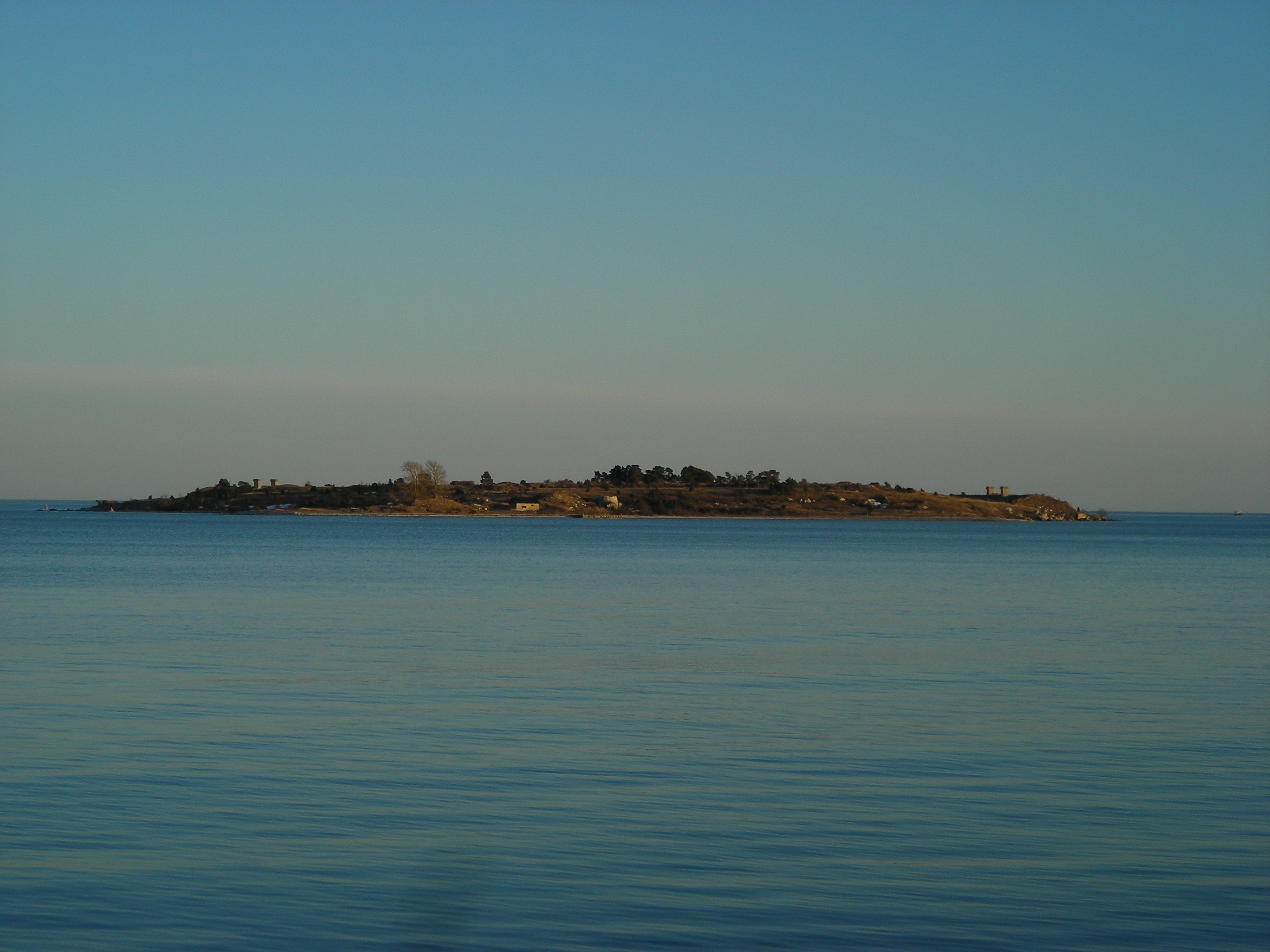
Enholmen
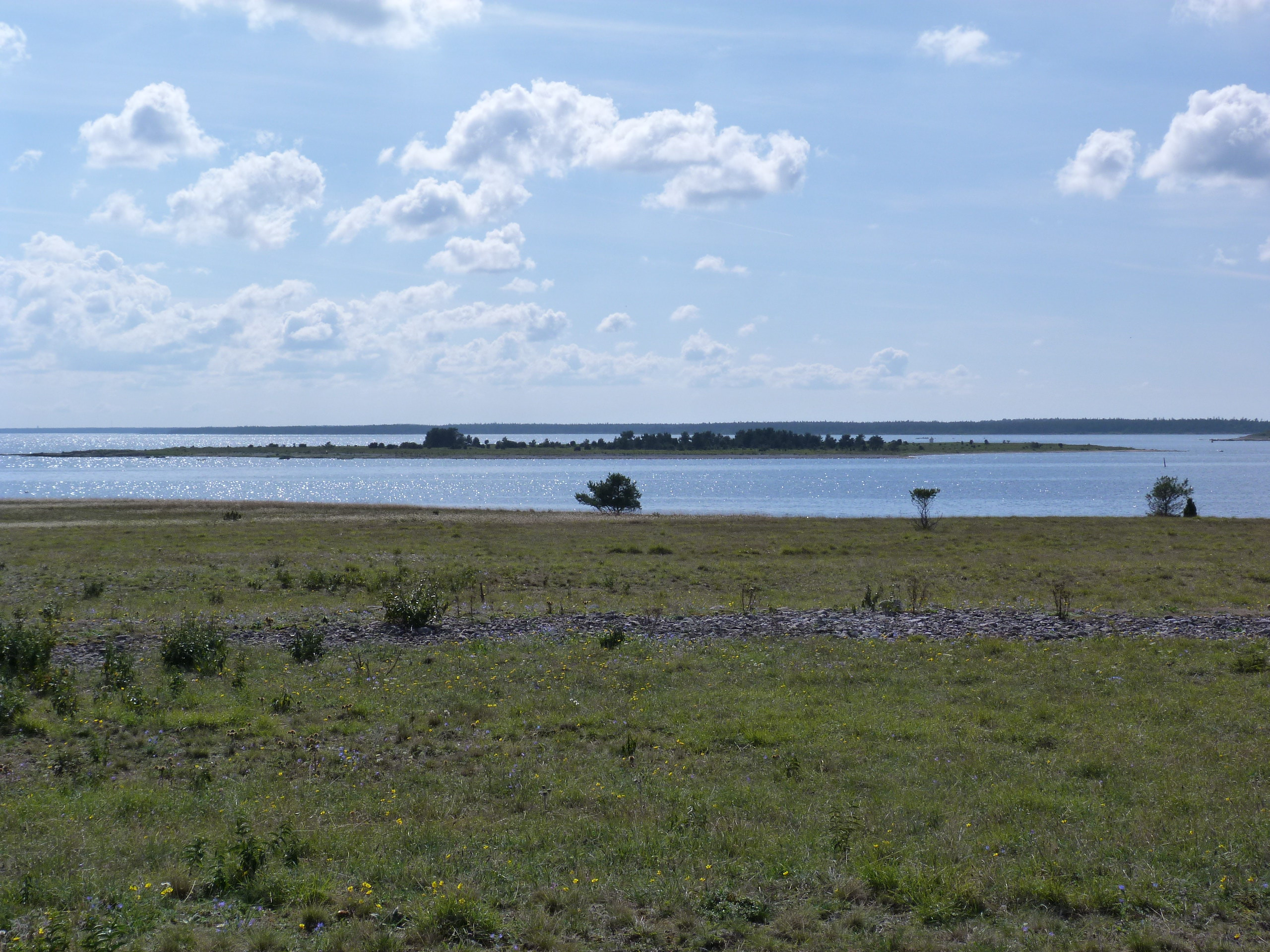
Grunnet
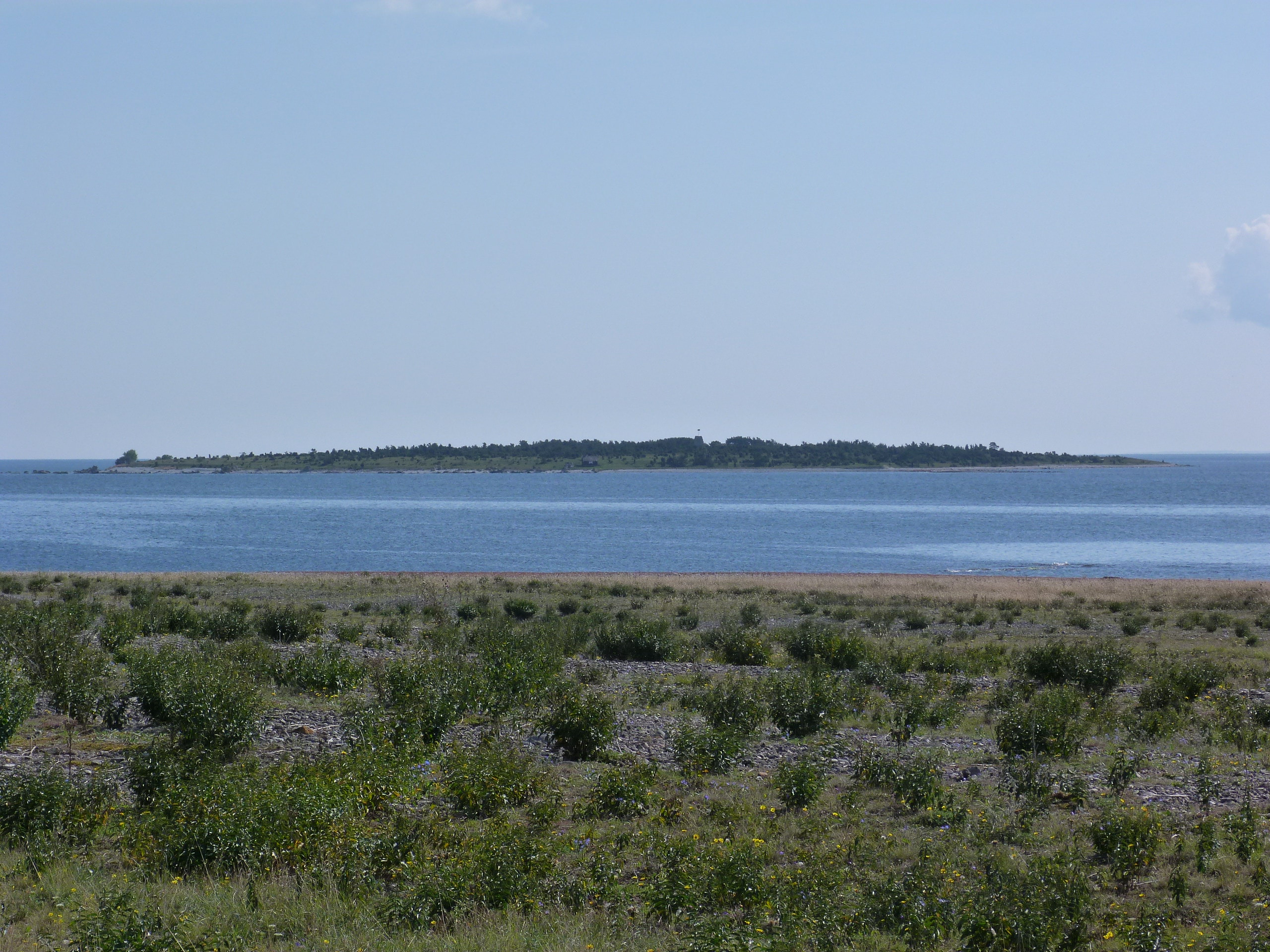
Majgu (ibland även Magö)

## Kända personer
- Håkan Loob, ishockeyspelare, uppväxt i Slite
- Mats Wahl, författare, uppväxt i Slite
- Göran Wärff, glaskonstnär och formgivare, född i Slite.